# حمله شیکوکو (۱۵۸۵)
حمله شیکوکو (به ژاپنی: 四国平定 しこくへいてい) به حملهٔ تویوتومی هیده‌یوشی در سال ۱۵۸۵ میلادی به شیکوکو، کوچکترین جزیره از از چهار جزیرهٔ اصلی ژاپن که تحت تسلط چوسوکابه موتوچیکا بود، گفته می‌شود. این حمله منجر به تصرف این قسمت از ژاپن توسط او شد. تویوتومی هیده‌ناگا، برادر کوچکتر هیده‌یوشی، ۴۰۰۰۰ سرباز را به محاصره قلعه ایچینومیا اختصاص داد. پس از حمله اولیه به آن، آنها برای از بین بردن منبع آب قلعه اقدام کردند. با توجه به اینکه تعداد سربازان درون قلعه بیش از حد بود و فاقد منبع آب بودند، قلعه تسلیم تویوتومی شد. با تسلیم قلعه، چوسوکابه موتوچیکا خودش تسلیم شد. نبرد در اطراف قلعه قسمت اصلی کارزار بود.

## حمله
ارتش هیده‌یوشی به سه نیرو تقسیم شد. گروه اول، تحت هدایت تویوتومی هیده‌ناگا و تویوتومی هیده‌تسوگو، متشکل از ۶۰٬۰۰۰ مرد بود و به ولایت آوا و ولایت توسا حمله کرد و از طریق جزیره آکاشی آکاشی، هیوگو به شیکوکو نزدیک شد. نیروی دوم توسط اوکیتا هیده‌ایه هدایت شد، که ۲۳۰۰۰ مرد را علیه ولایت سانوکی رهبری کرد. نیروی حمله نهایی شامل ۳۰٬۰۰۰ نفر بود و با هدایت «دو رودخانه موری» ،کوبایاکاوا تاکاکاگه و کیکاوا موتوهارو به ولایت ایو پیشروی کردند.
در مجموع ۶۰۰ کشتی بزرگ و ۱۰۳ کشتی کوچکتر برای حمل ارتش هیده‌یوشی به شیکوکو شرکت داشتند. با وجود تعداد زیاد ارتش هیده‌یوشی، و پیشنهادهای مشاورانش، چوسوکابه موتوچیکا برای دفاع از سرزمین‌های خود جنگ را انتخاب کرد. این نبردها در محاصره قلعه ایچینومیا که به مدت ۲۶ روز ادامه داشت، به اوج خود رسید. چوسوکابه موتوچیکا سعی کرد تا قلعه خود را از محاصره خلاص کند، اما در پایان تسلیم شد. به وی اجازه داده شد تا ولایت توسا را حفظ کند، در حالی که بقیه شیکوکو بین ژنرال‌های هیده‌یوشی تقسیم شد.